# Бруннен (Бавария)
Бруннен (нем. Brunnen) — община в Германии, в земле Бавария.
Подчиняется административному округу Верхняя Бавария. Входит в состав района Нойбург-Шробенхаузен. Население составляет 1577 человек (на 31 декабря 2010 года). Занимает площадь 32,12 км².